# Vadencourt (Aisne)
 Vadencourt  es una población y comuna francesa, en la región de Picardía, departamento de Aisne, en el distrito de Vervins y cantón de Guise.

## Demografía
| 783 | 754 | 709 | 664 | 631 | 605 |
| Para los censos de 1962 a 1999 la población legal corresponde a la población sin duplicidades (Fuente: INSEE [Consultar]) |     |     |     |     |     |